# Giovanni Battista Niccolini

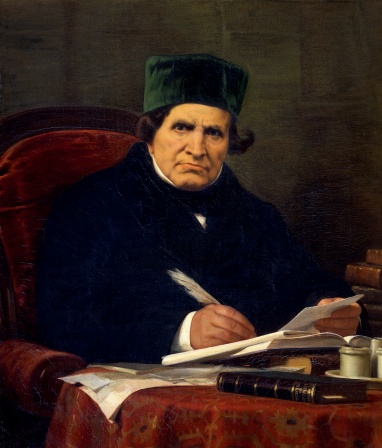
Giovanni Battista Niccolini

Giovanni Battista Niccolini, född 1782, död 1861, var en italiensk lärd och dramatiker.
Niccolini författade som professor i mytologi och historia vid konstakademin i Florens en rad historiska arbeten. Hans dramatiska arbeten visar inflytande från allt från klassiska pjäser till romantik av Schiller, Shakespeare samt senare även Victor Hugo. Bland Niccolinis arbeten märks Nabucco (1816), Antonio Foscarini (1827), Rosmunda d'Inghilterra (1838) och Arnoldo di Brescia (1843). Med sitt deklamatoriska patos gjorde han sig till tolk för det italienska 1800-talets frihetskärlek och patriotism.